# Flavuxanthine
La flavuxanthine est un caroténoïde xanthophylle et un polyène de formule chimique C50H72O2.
La flavuxanthine joue un rôle de métabolite bactérien. Elle est un intermédiaire dans la biosynthèse de la décaprénoxanthine par la bactérie du sol à pigmentation jaune Corynebacterium glutamicum (en), et de la sarcinaxanthine gamma-cyclique par Micrococcus luteus.
Les caroténoïdes en C50 sont rares.
Ce sont des pigments jaunes, oranges ou rouges dérivés de précurseurs spécifiques présents dans les bactéries et les plastes végétaux. Ils sont synthétisés par une série de réactions et peuvent avoir des structures cycliques ou acycliques.